# Jeffries Glacier
Jeffries Glacier är en glaciär i Antarktis. Den ligger i Östantarktis. Argentina och Storbritannien gör anspråk på området. Jeffries Glacier ligger 533 meter över havet.
Terrängen runt Jeffries Glacier är kuperad åt sydost, men åt nordväst är den platt. Trakten är obefolkad. Det finns inga samhällen i närheten.